# Marco Didio Falco
Marco Didio Falco es el personaje central de una serie de novelas creada por la escritora británica Lindsey Davis. Estas novelas pertenecen tanto al género histórico, ya que transcurren en la antigua Roma, en la época del emperador Vespasiano, como al policial, puesto que Falco es un "informante", término con el que se designaba a los detectives privados de la época. Sin embargo, también aparecen elementos de los géneros humorístico y romántico.

## Temas principales
Las novelas están escritas en primera persona, dando la impresión de que han sido escritas por el mismo Marco Didio Falco, como si fueran sus propias memorias. Es ideal seguir el orden de lectura de los libros, ya que los acontecimientos que contienen van influyendo en la vida de Falco, a menudo cambiando su modo de vida, o el de las personas que le rodean. Sin embargo, también es posible leer cualquiera de los libros por separado, ya que cualquier acontecimiento de un libro reciente es explicado previamente al lector.
Aparte de comprobar como Falco resuelve los misterios y crímenes sucedidos en las novelas, se puede seguir su evolución personal. Pasa de ser un detective privado de poca monta a trabajar para el mismo emperador. Al mismo tiempo, inicia una relación con Helena Justina, hija de un senador romano. Su relación aunque es aceptable legalmente, no está bien vista socialmente. Por lo tanto, Falco debe luchar por lograr la aprobación, no solamente de la familia de Helena Justina y las clases ricas, sino también de su propia familia, que considera que Helena Justina es solamente una conquista pasajera. Al mismo tiempo, Falco lucha por conseguir los medios económicos para lograr su ascenso de clase y poder justificar su matrimonio.
Conforme los libros pasan, también evolucionan otros temas, como sus relaciones con su despótica madre, sus no menos despóticas hermanas, y sus insufribles maridos y múltiples hijos. También evolucionan su amistad con su excompañero del ejército Lucio Petronio Longo, capitán de los Vigiles de Roma, y su relación odio/amistad con Anácrites, jefe del espionaje del Imperio, con el que tan de pronto se odian a muerte, como se salvan la vida en situaciones límite.

## Lista de novelas
- I. La plata de Britania.
- II. La estatua de bronce.
- III. La Venus de Cobre.
- IV. La mano de hierro de Marte.
- V. El oro de Poseidón.
- VI. Último acto en Palmira.
- VII. Tiempo para escapar.
- VIII. Una conjura en Hispania.
- IX. Tres manos en la fuente.
- X. ¡A los leones!
- XI. Una virgen de más.
- XII. Oda a un banquero.
- XIII. Un cadáver en los baños.
- XIV. El mito de Júpiter.
- XV. Los fiscales.
- XVI. En busca de Infamia.
- XVII. Ver Delfos y morir.
- XVIII. Las Saturnales
- XIX. Alejandría
- XX. Némesis

## Biografía

### Familiar
- Nació el año 41 d. C. en Roma, Italia. Hijo de Didio Favonio (también llamado Gémino) y Junila Tácita. Nacido en la clase plebeya, habita en el sector del Aventino. Compra con su ingreso el ascenso a la clase ecuestre en el año 74. Es el sexto de 7 hermanos, siendo el resto (por orden): Victorina, Alia, Didio Festo, Gala, Junia y Maya.
- Casado con Helena Justina, hija del senador Décimo Camilo Vero y Julia Justa. Padres de Julia Junila Layetana (73 en Barcino, Hispania) y Sosia Favonia (75 en Roma).

### Profesional
- En el año 59, entra en la II Legión Augusta, sirviendo en la provincia de Britania, coincidiendo con la rebelión de la reina Boadicea. Deja el servicio militar el año 69, por motivos médicos.
- A partir de allí, empieza a trabajar como informante (detective privado), básicamente trabajando en relación con temas de divorcio e infidelidades y temas comerciales.
- A partir del año 71, cuenta entre sus clientes al mismo emperador Vespasiano, para el que trabaja en misiones no solamente en Roma, sino también en varias provincias, como Britania, Campania, Germania, Nabatea, Bética, Tripolitania y Grecia.
- En el año 74, participó en un censo para el emperador Vespasiano, básicamente investigando el patrimonio de defraudadores de impuestos del Imperio. Este trabajo le proporcionó el dinero para subir de clase social.
- En el año 74, Vespasiano "agradeció" los servicios prestados, nombrándolo procurador de Los Gansos Sagrados. Un título religioso de baja importancia.
- Escritor frustrado. En 72, mientras trabaja en una misión en Palmira (Nabatea), se une a una compañía teatral. Durante esa época escribe El espectro que habló. Básicamente, creador de poemas amorosos, aunque sus mayores éxitos fueron en la escritura de poemas satíricos. En el año 74, después de una exitosa participación en un recital, se le propone la publicación de sus obras. Falco desiste al saber que tiene que hacerse cargo de los gastos de la publicación.

## Personajes

### Núcleo familiar
- Helena Justina. Esposa de Falco. Se conocen durante la primera misión de Falco para el emperador, en la provincia de Britania. A Falco se le encarga escoltar a Helena, la noble hija de un senador hasta Roma. Helena Justina, mujer independiente y de un fuerte carácter, choca desde un primer momento con el carácter irreverente de Falco. Sin embargo, durante el viaje se gesta una relación de amor-odio, que termina con ambos personajes enamorándose definitivamente. Pronto Helena Justina desafía todas las convenciones sociales, al unirse con un hombre dos clases sociales por debajo de la suya, y abandonando la mansión de su padre para irse al infesto piso de alquiler de Falco. Helena no solamente es la compañera inseparable y fiel de Falco, sino que también participa activamente en sus investigaciones, siendo su mejor ayudante.
- Julia Junila Layetana. Hija mayor de Falco y Helena Justina. Nacida en la región de Hispania Tarraconensis (derce de la actual Barcelona) de la que toma su nombre.
- Sosia Favonia. Hija menor de Falco y Helena Justina.
- Albia. Una adolescente, huérfana en Britania, posiblemente con una mezcla de sangre romana y bretona. Es adoptada por Falco y Helena.
- Nux. Perra de Falco. Un animal de la calle, que decide "adoptar" a Falco. Falco y Helena Justina la aceptan cuando Nux les ayuda a enfrentarse a unos mafiosos que habían entrado en su casa. Madre de una numerosa camada de cachorros (padre, perro desconocido), uno de los cuales es cedido a los hijos de Maya.

### Familia de Falco
- Junila Tácita. Madre de Falco. Con un carácter irascible es la aútentica líder del clan Didio, sobre todo desde que su marido la abandonó. Aunque tiene un punto de vista muy crítico hacia Falco, también admite que Falco fue suficientemente listo para no morir en el ejército, a diferencia de su otro hijo varón.
- Didio Favonio (Gémino). Padre de Falco. Abandonó a su esposa e hijos, para escaparse con una "pelirroja". (que luego resulta ser Flora, propietaria de una caupona (taberna) del Aventino. Curiosamente, Gémino se preocupa más de los problemas de sus hijos una vez crecidos, en especial de la aspiración de Falco de subir de clase social, de los problemas económicos de la viuda Maya, o cediendo la gestión de la caupona a Junia, al morir Flora. Trabaja como subastador público en el mercado de la Saepta Julia.
- Victorina. Hermana de Falco. La mayor de los hermanos, casada con Mico, el yesero, y madre de cinco criaturas. Tuvo un pasado "fogoso".
- Alia. Hermana de Falco. Casada con Veroncio, un contratista de obras y madre de una numerosa descendencia. Una mujer colérica y aficionada a pedir prestadas cosas a los demás.
- Didio Festo. Hermano de Falco. Héroe nacional al haber muerto en la guerra de Judea. Padre de la pequeña Marcia, hija de una relación con su novia Marina. Falco se hace cargo de muchos de los gastos de manutención de la pequeña Marcia.
- Gala. Hermana de Falco, casada con un barquero borrachuzo y mujeriego al que echa regularmente de casa. Madre de Lario, aprendiz de pintor de frescos en la Campania, y de un número creciente de hijos.
- Junia. Hermana de Falco. Tiene aires de grandeza, desde que se casó con Cayo Baebio, un gris supervisor de aduanas. Como tienen dificultades para concebir un hijo, adoptan a un bebé sordo que Falco encuentra abandonado en Roma, dando de lado a su malcriado y consentido perro "Ayax". Después pasa a gestionar la caupona de Flora.
- Maya. Hermana de Falco. La única hermana menor de Falco. Casada desde joven con Famia (otro detestable cuñado), veterinario de los caballos de carreras de la facción de Los Verdes. Maya enviuda cuando Famia es detenido y condenado a muerte por blasfemia cuando estaba comprando caballos en la región de Tripolitania. Famia es devorado por los leones en el circo local. Desde entonces Maya debe luchar por sobrevivir y mantener a sus cuatro hijos, Mario (un chico serio, de hecho le preocupa tener que dejar la escuela), Cloelia (quiere ser una virgen vestal), y los más pequeños Anco y Rea. Maya es la única hermana de Falco con la que este se lleva bien, pese a que Maya tiene un carácter muy fuerte (lo que le convierte en amiga de Helena). Al enviudar, Maya tiene diversos flirteos con Anácrites y con Petronio.

### Familia de Helena Justina
- Décimo Camilo Vero. Padre de Helena Justina. Senador de Roma.
- Julia Justa. Madre de Helena Justina.
- Aulo Camilo Eliano. Hermano de Helena Justina, el mediano.
- Quinto Camilo Justino. Hermano de Helena Justina, el pequeño.
- Claudia Rufina. Esposa de Quinto Camilo Justino y exnovia de Aulo Camilo Eliano.
- Elia Camila. Hermana de Camilo Vero.
- Gayo Flavio Hilaris. Marido de Elia Camila. Procurador financiero de la provincia de Britania.
- Publio Camilo Meto. Hermano de Camilo Vero. Caído en desgracia tras intentar una conspiración contra Vespasiano.
- Sosia Camilina. Hija de Camilo Meto.
- Gneo Atio Pertinax. Primer marido de Helena Justina. Participó en la misma conspiración.

### Dinastía Flavia
- Vespasiano. Emperador de Roma.
- Tito. Hijo mayor de Vespasiano y su socio imperial.
- Domiciano. Hijo menor de Vespasiano, orquestó la conspiración en la que participaron, entre otros, el tío y el exmarido de Helena.
- Antonia Caenis. Amante de Vespasiano.

### Otros amigos y enemigos
- Lucio Petronio Longo. Mejor amigo de Falco. Capitán de la IV Cohorte de Vigiles, cuerpo policial de la antigua Roma(aunque en teoría su principal función es la de bombero). Compañero de Falco en la II Legión Augusta en Britania, donde forjaron su amistad. Esposo de Arria Silvia, mujer de carácter y celosa. Padre de tres hijas, Petronila, Silvana y Tadia, por las que siente devoción. Sin embargo, cuando el mujeriego Petronio, tiene una aventura con Balbina Milvia, hija de un conocido gánster, es abandonado por Arria Silvia, que se marcha con un vendedor de encurtidos de Ostia, llevándose a sus tres hijas y a su gato. Más tarde, la varicela acaba con la vida de las dos hijas menores, con el consiguiente dolor de sus padres.. Petronio, infeliz, inicia más tarde una relación de amor y odio con una también infeliz Maya, de la que, al parecer, estaba enamorado desde su regreso de Britania. Victorina le llamaba "Prímula", al parecer tras haber mantenido una relación con él antes de conocer a Falco en Britania.
- Anacrites. Mejor enemigo de Falco. Jefe del departamento de espionaje del emperador Vespasiano. Considerado como un incompetente por Falco, inmediatamente surge una rivalidad entre ambos. Sin embargo, su relación es una montaña rusa de altibajos, con momentos de puro odio alternados con actos de la mejor amistad.El peor momento fue cuando Falco, enviado a una misión en la región de Nabatea (Último Acto en Palmira) estuvo a punto de ser asesinado por culpa de un mensaje incriminatorio de Anácrites. Anácrites sin embargo estuvo en deuda con Falco, cuando este le ayudó al ser atacado y casi asesinado por un escándalo relacionado con el precio del aceite de oliva. Falco dejó a Anacrites al cuidado de su propia madre, con la que curiosamente surgió una relación de gran amistad. Falco, contra su voluntad, se vio obligado a trabajar con Anacrites en el censo que permitió su ascenso social. Anacrites saldó su deuda pendiente con Falco, cuando le salvó de ser ejecutado por haber visitado a una virgen vestal y haber puesto en peligro su pureza. La relación se vuelve a agriar cuando Anacrites se obsesiona con seducir a la hermana favorita de Falco, Maya.
- Marco Rubella. Tribuno de la IV Cohorte de Vigiles.
- Martino. Miembro de la IV Cohorte de Vigiles.
- Fúsculo. Miembro de la IV Cohorte de Vigiles.
- Sergio. Miembro de la IV Cohorte de Vigiles.
- Scytax. Médico de la IV Cohorte de Vigiles.
- Claudio Laeta. Funcionario del Imperio romano.
- Perella. Bailarina y asesina del espionaje del Imperio romano.
- Lenia. Propietaria de la Lavandería del Águila. Tiene su negocio en la casa original de Falco, en la plaza de la Fuente en el Aventino. Amiga. A menudo recoge recados de quien le está buscando
- Esmaracto. Casero de Falco. Sin escrúpulos. No le preocupa para nada las condiciones de las casas que arrenda, pero sí que los cobros sean puntuales. No le importa usar la fuerza para ello. Marido de Lenia.
- Talía. Artista circense. Especialidad en serpientes. Colabora con Falco en alguna aventura, pese a que Falco no simpatize mucho con las serpientes.
- Cloris. Acróbata. Examante de Falco. Reconvertida a gladiadora y directora de una banda de gladiadoras. Muere en Britania, en brazos de Falco, cuando se enfrentaba a una banda de mafiosos.
- Balbino Pío. Señor del crimen organizado en Roma. Escapa de la vista de los vigiles de Roma cuando es desterrado al exilio. Sin embargo perece en un incendio poco después.
- Cornelia Fláccida. Esposa de Balbino Pío. Muy interesada en los negocios de su marido.
- Balbina Milvia. Hija de Balbino Pío. No está interesada en los negocios de su padre, pero sí en el beneficio económico que obtiene de ello. Tuvo una relación con Petronio Longo, lo que propició el divorcio de este.
- Florio. Esposo de Milvia. Una persona débil, solamente interesada en apuestas de carreras. No está interesado en los negocios de su familia política, hasta que su suegro muere. En aquel momento asciende hasta la cúpula de los bajos fondos de Roma.
- Rutilio Gálico. Enviado del Emperador en la Tripolitania.
- Julio Frontino. Capitán de la Guardia Pretoriana. Posteriormente Gobernador de Britania. Uno de los personajes basados en personas reales.
- Togidubno. Rey britano. Aliado de Vespasiano. Otro personaje basado en una persona real.
- Glauco. Propietario del gimnasio donde Falco se pone en forma.
- Gloco y Cota. Dos contratistas que trabajan en la casa que compran Helena Justina y Falco. Enseguida se hace evidente la incompetencia de estos dos personajes. Sin embargo, su incompetencia se vuelve en delito cuando Falco descubre un cadáver en los baños que le estaban construyendo en su propia casa. Falco debe seguirlos hasta Britania para poder arrestarlos.